# (4921) Volonté
(4921) Volonté es un asteroide perteneciente al cinturón de asteroides, descubierto el 29 de septiembre de 1980 por Zdeňka Vávrová desde el Observatorio Kleť, České Budějovice, República Checa.

## Designación y nombre
Designado provisionalmente como 1980 SJ. Fue nombrado Volonté en honor al actor italiano Gian Maria Volonté que interpretó el papel principal en una película sobre Giordano Bruno.

## Características orbitales
Volonté está situado a una distancia media del Sol de 2,412 ua, pudiendo alejarse hasta 2,755 ua y acercarse hasta 2,070 ua. Su excentricidad es 0,142 y la inclinación orbital 5,206 grados. Emplea 1369 días en completar una órbita alrededor del Sol.

## Características físicas
La magnitud absoluta de Volonté es 13,5. Tiene 5,084 km de diámetro y su albedo se estima en 0,28.